# Evert Schukking
Mr. Evert Schukking (Meppel, 4 september 1778 - Meppel, 25 juni 1849) was een Nederlandse burgemeester.

## Leven en werk
Schukking was een zoon van Lucas Schukking en Anna Hartgers. Hij werd ingeschreven als student te Groningen op 20 september 1796. Hij promoveerde aldaar op stellingen op 15 juni 1799. Daarna vestigde hij zich als advocaat in Zwolle. Later, in 1826, werd hij burgemeester van Ruinerwold.

## Trivia
- In Ruinerwold is een straat naar Evert Schukking vernoemd: de Burgemeester Schukkingstraat.

- Biografisch Portaal: 33242563
- Digitale Bibliotheek voor de Nederlandse Letteren: schu089
- International Standard Name Identifier: 0000 0004 2311 8511
- Nederlandse Thesaurus van Auteursnamen: 354065580
- Virtual International Authority File: 305802038
- WorldCat: E39PBJxmHDY8YtgMGwgcvpkCcP